# Melun

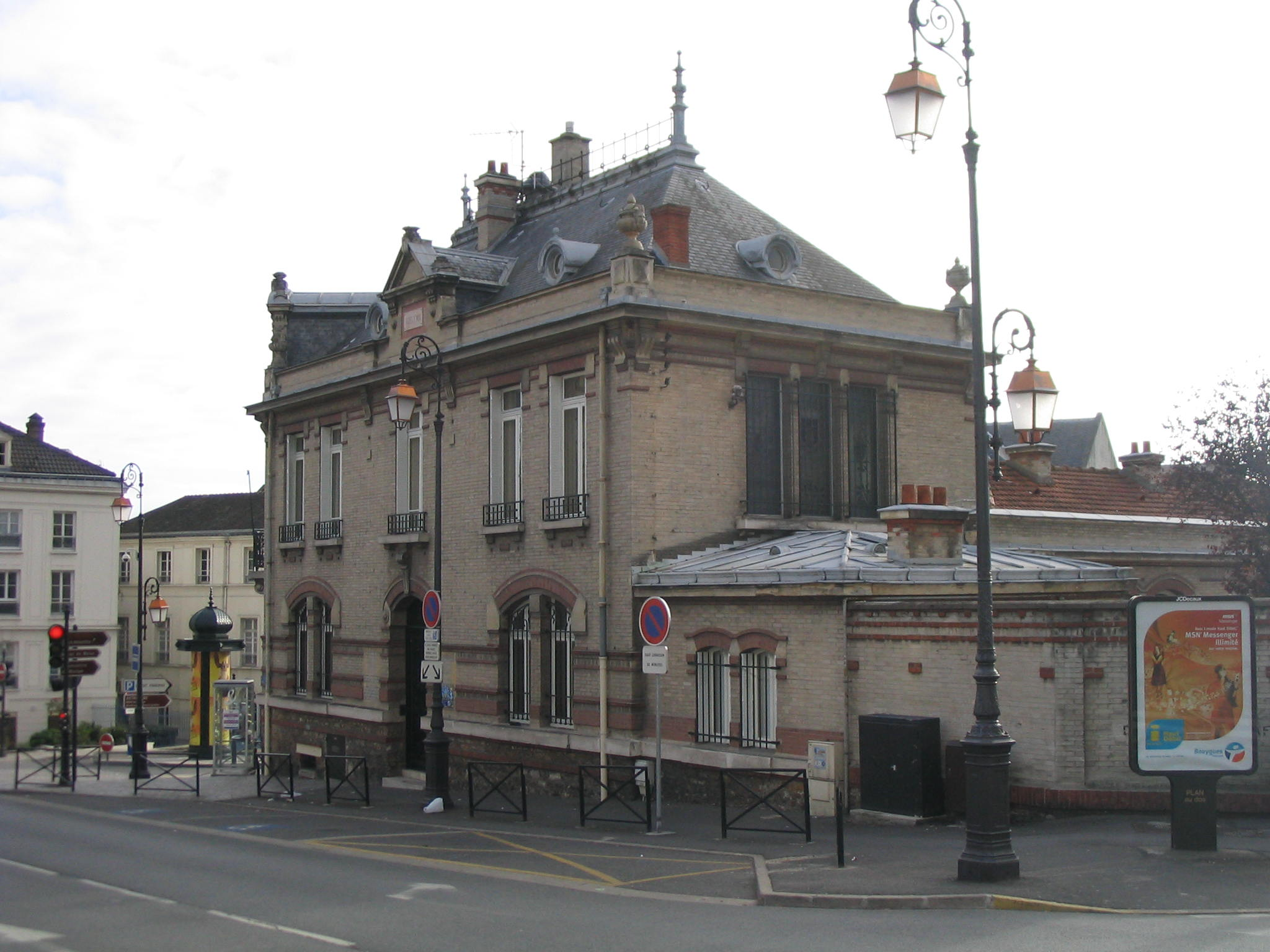
A prefektúra régi épülete

Melun város Franciaország középső részén, Île-de-France régióban, Seine-et-Marne megye székhelye. A település a Szajna partján, valamint egy szigeten található.

## Története
Neve a Római Birodalom idején Melodunum volt. A 9. században II. Róbert és I. Fülöp francia királyoknak volt a székhelye. 1358. és 1420.-ban angol csapatok ostromolták a várost. 1430.-ban Jeanne d’Arc a lakosokat az angol helyőrség ellen fellázította és visszafoglalták a települést.

## Demográfia
| Év   | Lakosság |
| ---- | -------- |
| 1793 | 5 500    |
| 1800 | 6 111    |
| 1806 | 6 818    |
| 1821 | 6 992    |
| 1831 | 6 622    |
| 1841 | 8 950    |
| 1846 | 9 151    |
| 1851 | 10 395   |
| 1856 | 10 312   |

| Év   | Lakosság |
| ---- | -------- |
| 1861 | 11 170   |
| 1866 | 11 408   |
| 1872 | 11 130   |
| 1876 | 11 241   |
| 1881 | 12 145   |
| 1886 | 12 564   |
| 1891 | 12 792   |
| 1896 | 13 641   |

| Év   | Lakosság |
| ---- | -------- |
| 1901 | 13 059   |
| 1906 | 13 908   |
| 1911 | 14 861   |
| 1921 | 14 657   |
| 1926 | 15 928   |
| 1931 | 16 356   |
| 1936 | 17 499   |
| 1946 | 17 573   |

| Év   | Lakosság |
| ---- | -------- |
| 1954 | 20 219   |
| 1962 | 26 873   |
| 1968 | 34 518   |
| 1975 | 37 712   |
| 1982 | 35 005   |
| 1990 | 35 319   |
| 1999 | 35 695   |
| 2006 | 37 663   |
| 2010 | 39 589   |

## Látnivalók

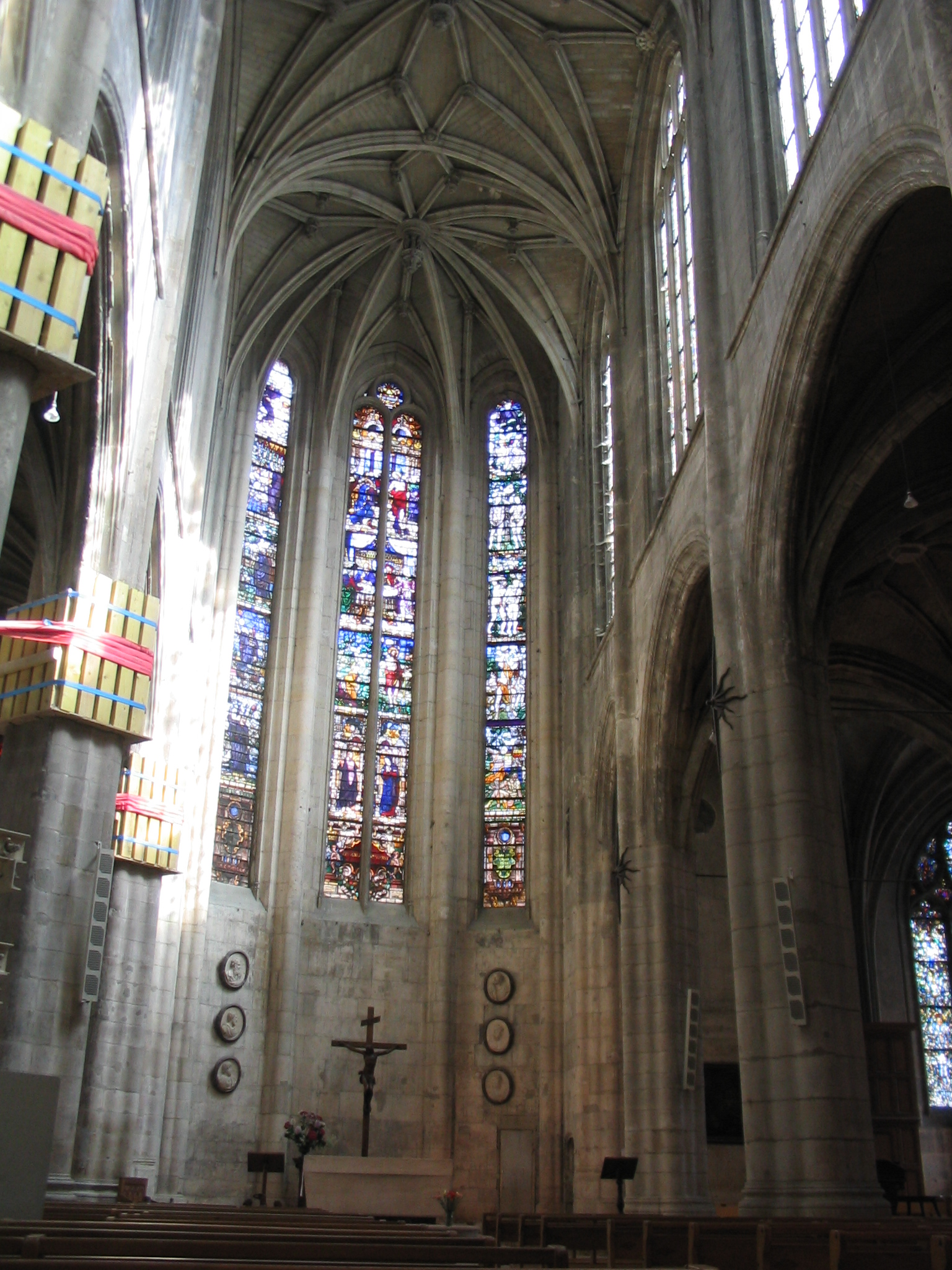
Église Saint-Aspais

- Városi Múzeum - 1860.-ban alapították.
- Église Saint-Aspais -  a XV. századból, az apszisz külső oldalán látható Jeanne d'Arc alakja, amelyet a város szülötte, Chapu készített.
- Királyi kastély - melyből csak jelentéktelen romok maradtak fenn.

## Testvérvárosok
- Egyesült Királyság - Spelthorne, 1990
- Olaszország - Crema, 2001
- Benin - Ouidah, 2003
- Németország - Stuttgart, 1985